# Segundo Luis Moreno

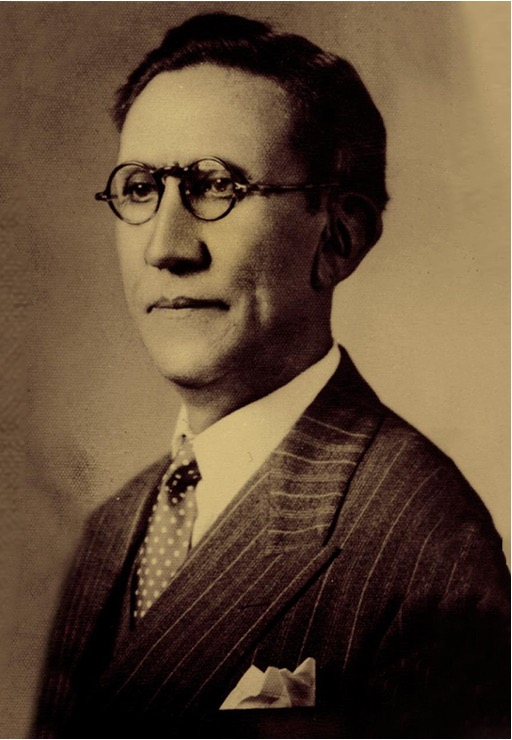
Segundo Luis Moreno (1932)

Segundo Luis Moreno Andrade (* 3. August 1882 in Cotacachi; † 18. November 1972 in Quito) war ein ecuadorianischer Komponist.

## Leben
Moreno studierte am Conservatorio Nacional in Quito und unterrichtete dort von 1909 bis 1913 Musiktheorie. Bis 1937 wirkte er als Militärkapellmeister und wurde dann Leiter des staatlichen Konservatoriums in Cuenca. Von 1945 bis 1952 leitete er das Konservatorium in Guayaquil.
Er komponierte zahlreiche Werke für Blasorchester, daneben auch zwei Ouvertüren, drei Orchestersuiten, ein sinfonisches Präludium, eine Orchester-Elegie und eine Kantate. Außerdem verfasste er mehrere Werke über die Musik und Tänze der Inkas.